# 2875 Lagerkvist
A 2875 Lagerkvist (ideiglenes jelöléssel 1983 CL) a Naprendszer kisbolygóövében található aszteroida. Edward L. G. Bowell fedezte fel 1983. február 11-én.